# ロバート・ベイルズ
ロバート・ベイルズ (Robert Bales 1973年6月30日 - )は、アメリカ合衆国の軍人。最終階級は二等軍曹。アフガニスタン・イスラム共和国内で発生した駐留米軍の下士官による虐殺（カンダハル銃乱射事件）の実行犯として知られている。
2012年3月11日、アフガニスタン南部に位置するカンダハール州パンジャウイに住む16名のアフガニスタン国籍の民間人が殺害され、駐留部隊の下士官ロバート・ベイルズ二等軍曹が犯行を自供した。2012年3月23日、アメリカ合衆国政府はベイルズ軍曹を16件の殺人罪と6件の殺人未遂の容疑で立件、現在はカンザス州フォートレヴンワースに勾留されている。
2017年9月、裁判でベイルズ側はマラリア予防薬メフロキンの影響を主張していたが、当時ドキシサイクリンのボトルを所持していたことが判明しており、メフロキン使用の証拠がなく、終身刑が確定した。

## 来歴

### 入隊以前
1973年6月30日、アメリカ合衆国オハイオ州シンシナティの郊外に位置するノーウッド市に生まれる。社交的な性格で、高校時代（ノーウッド高校）はフットボールチームのキャプテンを務めつつ複数の部活を掛け持ちしていた。また後にNFL所属のプロ選手となるマーク・エドワーズにキャプテンの地位を譲った時も敵対はせず、むしろ良き相談相手として友好関係を結んでいたという。卒業後はマウント・セント・ジョセフ大学に入校するが、途中でオハイオ州立大学に転入した。専攻分野は経済学だったが、23歳の時に途中退校している。私生活では妻キャリン・ベイルズとの間に二人の子供を儲けている。
退校後はオハイオ州コロンバスに転居して金融関係のブローカーとして職を得た。しかしこの企業は評判が悪く、ペニーストック市場（投機株市場）でボイラー・ルーム、風説の流布などの問題ある手法を駆使して利益を出していたとされる。暫くしてフロリダ州ドラルに移り住むと自らの会社（スパータイナ・エドワード共同投資）を立ち上げて独立した。独立前の企業と同じくグレーゾーンを利用した手法で資産運用を行い、退職金管理に絡んだ不正容疑で訴訟を起こされ、仲裁人から140万ドルの賠償金を請求されている。だが訴えを起こした人物のインタビューによれば「彼は賠償金を1ペニーも払っていない」と証言しており 、訴訟側の弁護士は「彼が軍に志願していた時、我々は消息不明になった彼を審理継続の為に捜索していた」と語っている。
上記の証言が示す通り、不正疑惑と訴訟によって2001年頃に彼の事業は破綻し、夜逃げ同然に裁判から逃げ惑う日々を送っていた。そんな状況下で思わぬ転機となったのが2001年9月11日のアメリカ同時多発テロ事件であった。

### 軍歴
2001年9月11日以降、緊迫化した国際情勢に対して合衆国軍による武力行使に向けた兵員確保が開始された。2001年11月、28歳のベイルズはテロから2ヵ月後に早くも軍に入隊希望を出し、軍は志願兵を歓迎して入隊を許可した。入営すると軍人の身分は政府によって保証され、民事訴訟は一時凍結された。基礎訓練を終えたベイルズは第2歩兵師団の第3ストライカー旅団に配属、第3歩兵連隊第2大隊所属の隊員としてフォート・ルイスに駐留した。兵科別の訓練では最初に歩兵としての教育を受け、更に狙撃兵としての選抜を受けている。
訓練終了後、アフガニスタン戦争には参加しなかったが、続いて起きたイラク戦争で実戦を経験する事になった。まず2003年に開戦直後のイラクで参戦、2004年の帰国まで1年間の実戦参加を潜り抜けて生還した。帰国後は2年間内地での勤務を務めたが、2006年に二度目の駐留命令を受けて再度イラクに向かい、今度は15ヶ月間を戦場で過ごした。ゲリラ戦によって戦いは開戦直後よりも熾烈さを増しており、ナジャフの戦いに参加した際に片足を負傷している。2009年に帰国休暇を挟んで三度目の任務に向かい、2010年に10ヶ月間の治安維持任務を終えて帰還した。三度目の駐留時には輸送車両の横転事故に巻き込まれて外傷性脳損傷の診断を受けているが、この診断を後の事件と結びつける意見も見られる。彼は外傷へのリハビリを乗り越えて復帰し、軍内では彼の努力に感心する者も多かったという。

### 事件の兆候
軍人としては確実に実戦経験と功績を重ねていったが、私生活では問題行為がしばしば見受けられた。2002年、タコマのカジノで警備兵と口論を起こした事、軽犯罪容疑で警察の取調べを受けた事など幾つかの問題行為が報告されたが、軍は軽微な問題と判断してか不問とした。2008年の帰国休暇中には酩酊した状態で乱闘騒ぎを起こした記録が残っている。ベイルズに精神疾患の兆候や病歴はなく、2008年に狙撃兵に対して行われる特別な心理テストでも問題は見つかっていない。担当した検査官も何の問題も見られなかったと証言している。入隊から10年目に行われた調査では「一般的な軍人」とされ、外傷の後遺症なども全く見られないと報告されている。
私生活では妻との不仲に悩んでいたとされ、特に2010年の帰国時に表面化したという。既に数年以上の戦闘を経験し、2等軍曹として下士官の地位にあったベイルズは三度目の従軍によって1等軍曹に昇進する事を期待していた。だが軍からは今回の昇格は見送られるとの報告を受け、妻もこの事を自身のブログに記述している。更に次の任地についてもドイツやイタリアなどの米欧州軍、或いはハワイ州、ケンタッキー州、ジョージア州など国内勤務になる事を期待していたが、2011年12月に新たに命じられた任務はアフガニスタン駐留であった。
2012年2月1日、アフガニスタンに到着したベイルズはカンダハール州のキャンプ・ベラムベイに配属されたが、その僅か6週間後に事件を起こす事になる。同地ではデルタフォース、或いはシールズによる特殊作戦が進行中であった。彼が所属する部隊は特殊作戦を行う両部隊への援護として、周辺の治安維持に当たる事が求められていた。銃撃事件の3日前、故郷のベイルズ家では昇進の失敗などによって家計が苦しくなり、彼は自宅を手放す契約に同意するなど再び経済的に破綻しつつあった。自宅はローン返済の為に22万9000ドルで競売に掛けられた。
別の報告は、銃撃の直前に届いた結婚問題についてのメールが彼を逆上させたのではないかと指摘している。

### カンダハル銃乱射事件
2012年3月11日の夜、カンダハール州のキャンプ・ベラムベイ付近に位置するバランディ村とアルコーザーイ村が何者かに襲撃され、16名の住民が殺害された。遺体の幾つかは焼け焦げており、5名が負傷しつつも生き延びた。
軍はまもなく実行犯としてベイルズを拘束、本人も自らが襲撃した事実を認めた。軍はベイルズによる単独犯であると発表、アメリカ合衆国政府による3月24日の調査結果によれば、彼は最初に一つ目の村を襲撃して午前1時30分に一旦基地に戻り、午前2時30分に再び出発して二つ目の村を襲撃、再度基地に戻った所で拘束されたという。襲撃にはM4カービン、M203グレネードランチャー、ベレッタM9などが使用された。
軍関係者は事件前に彼が大量のアルコールを摂取している可能性を指摘しているが、紛争地域での飲酒は軍令違反となる。国防総省は後に酩酊状態にあった事を確認したと発表している。レオン・パネッタ国防長官は「ロバート・ベイルズ2等軍曹は犯行を自覚しており、拘束されてすぐに襲撃を自供した」と声明した。だが程なくして彼は弁護士を呼ぶ事を要求して、犯行動機について口を閉ざしたという。殺害された住民とベイルズの面識は全く無かった。
ニューヨークタイムスは米政府筋の情報として、「恐らくこの問題は精神的ストレス、アルコール問題といった複数の理由で説明されるだろう」とする発言を掲載した。

### 勾留

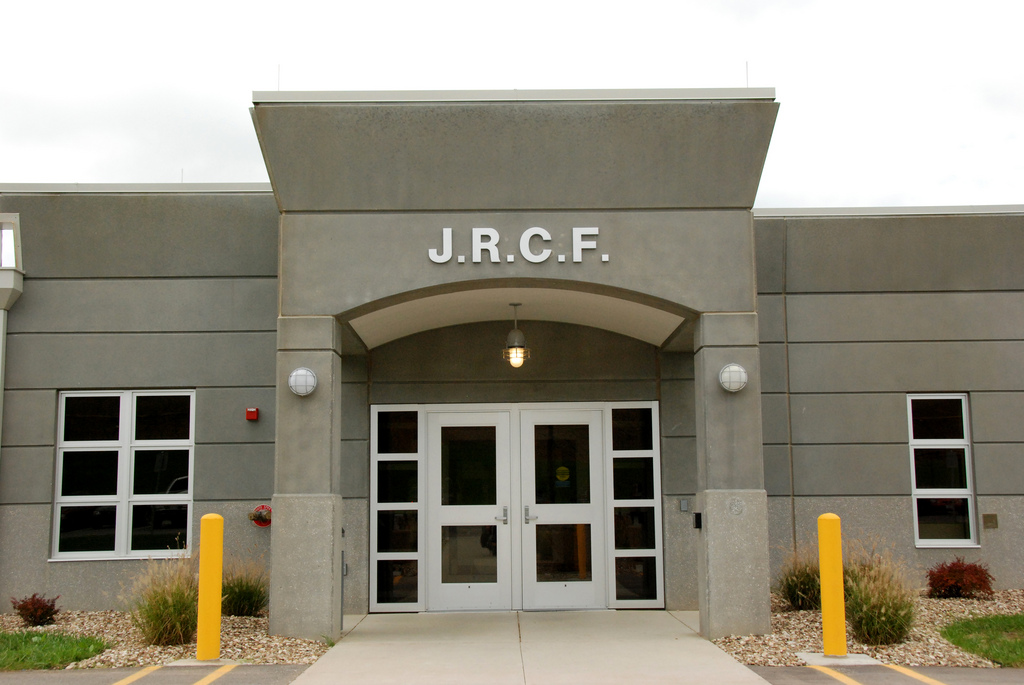
Midwest Joint Regional Correctional Facility

事件後、直ちにベイルズの身柄はアフガニスタンを出国してクウェート経由でアメリカに送還された。
3月16日、ベイルズはアメリカ合衆国カンザス州ミッドウェスト陸軍刑務所に収監された。軍の報道官は彼の身柄は陸軍刑務所内にある特別な住居に勾留されており、周辺への外出もある程度は許可され、宗教上の希望も受け入れられているという。また軍はベイルズの実名を報道するにあたって、家族に被害が及ぶ事を予想して家族をフォート・ルイス内の軍人居住区へと移動させた。
3月16日時点ではまだベイルズに対する正式な処分は決定されていなかった。3月23日、アメリカ合衆国政府は16件の殺人罪、6件の殺人未遂罪などの容疑でベイルズを立件する方針を固めた。ベイルズの弁護にはジョン・ヘンリー・ブラウンが就任、主に状況証拠と自白に基いたベイルズの拘束は不当であると冤罪を主張した。彼はテッド・バンディ事件にも関わったベテランとして知られ、軍の弁護士の補佐役として参加する。
ブラウンは「ベイルズ氏は温厚なごく一般的な人物」と評し、「大衆は彼を一人の人間として公平に裁く事を望んでいる」と述べた。またベイルズが事件前日にイスラム過激派の仕掛けた地雷によって片足を吹き飛ばされる様子を眼前で目撃したという事実を述べた上で、「それでいて彼はイスラム教徒に何の敵愾心も抱かなかった」と弁護した。しかし米軍側はこの一件は確認できていないと返答している。またブラウンは彼が結婚問題などの私生活でのストレスによって追い詰められていた可能性を強く否定し、「軍務によるストレス」を主張した。ベイルズ本人から聴取した内容として、彼がこれ以上紛争地帯で戦いたくないと考えていた事を明らかにした。そして「軍や政府は末端で戦う一人の軍人に、戦争が引き起こした悲劇の全てを押し付けようとしている」と批判した。
心理学者ゲイリー・ソレスは戦争による後遺症が異常行動を導いた可能性は十分にあり得ると述べた。一般事件に比べて異常な状況下に置かれている前線兵士の突発的な異常行動に責任能力を問うには無理があり、「正式な裁判になるかどうかも不透明だろう」と指摘した。
合衆国軍の軍法上は「兵士に対する死刑」が依然として存在するが、軍司令部だけでなく合衆国大統領による決裁を必要とする。現実問題として1961年以来、軍法上の死刑が執行された例はなく、僅かに6名の軍属死刑囚も全員が無期延期を継続している。

## 勲章
10年間の軍務において、ロバート・ベイルズ2等軍曹は以下の勲章を授与されている
| Silver oak leaf cluster · Width-44 myrtle green ribbon with width-3 white stripes at the edges and five width-1 stripes down the center; the central white stripes are width-2 apart        | 褒賞勲章（銀製樫葉付）         |
| Width-44 ribbon with two width-9 ultramarine blue stripes surrounded by two pairs of two width-4 green stripes; all these stripes are separated by width-2 white borders                    | 功労勲章                       |
| | 善行章（三結び付き）           |
| Width=44 scarlet ribbon with a central width-4 golden yellow stripe, flanked by pairs of width-1 scarlet, white, Old Glory blue, and white stripes                                          | 国防勲章                       |
| Bronze star · Bronze star | イラク戦争従軍章（三ツ星付き） |
| | 対テロ戦争遠征章               |
| | 対テロ戦争従軍章               |
| Width-44 ribbon with width-6 central ultramarine blue stripe, flanked by pairs of stripes that are respectively width-4 emerald, width-3 golden yellow, width-5 orange, and width-7 scarlet | 従軍リボン                     |
| Width-44 ribbon with width-8 central brick stripe, flanked by pairs of stripes that are respectively width-2 golden yellow, width-10 grotto blue, and width-6 national flag blue            | 国外勤務リボン                 |
| Bronze oak leaf cluster | 部隊勲功章（銅製樫葉付）       |
| Width-44 red ribbon surrounded by gold frame. The ribbon has a central width-8 green stripe flanked by a pair of width-1 yellow stripes.                                                    | 部隊功労章                     |
| | 戦闘歩兵記章                   |

### 引用
1. ↑  U.S. Public Records Index Vol 1 (Provo, UT: Ancestry.com Operations, Inc.), 2010.
2. ↑  Did malaria drug play a role in JBLM soldier’s killing of 16 Afghans? (2017-09-03) - en:The Seattle Times Company
3. 1 2 3 4 5 6 7 8 9 10  Dao, James. At Home, Asking How 'Our Bobby' Became War Crime Suspect New York Times March 18, 2012. Retrieved March 22, 2012.
4. ↑  “Money, job strife dogged accused Afghan shooter”. Army Times. Associated Press. (2012年3月18日) 2012年3月19日閲覧。
5. ↑  “Suspect in Afghanistan shootings had fallen on hard times”. Los Angeles Times. (2012年3月17日) 2012年3月19日閲覧。
6. 1 2 3 4 5  “Afghan massacre US soldier 'reluctant to serve'”. BBC. (2012年3月16日) 2012年3月15日閲覧。
7. 1 2 3  “Sergeant’s Wife Kept a Blog on the Travails of Army Life”. The New York Times. (2012年3月17日) 2012年3月17日閲覧。
8. 1 2 3  Sewell, Dan and Daniel Wagner. "Afghanistan suspect had shaky business dealings" www.businessweek.com  Retrieved March 22, 2012
9. 1 2  “Staff Sgt. Robert Bales was found liable in financial fraud”. The Washington Post. (2012年3月20日) 2012年3月20日閲覧。
10. ↑  Henderson, Peter, and Jed Horowitz, "Afghan Shooting Suspect Did Not Pay Fraud Judgment", Reuters, (wire service report), 21 March 2012.
11. ↑  “Afghan shooting suspect did not pay fraud judgment”. Reuters. (2012年3月22日) 2012年3月22日閲覧。
12. ↑  “Afghan shooting suspect did not pay fraud judgment”. Reuters. (2012年3月22日) 2012年3月22日閲覧。
13. 1 2 3 4  “US soldier accused in Afghan massacre had brain injury history”.   MSNBC. 2012年3月13日時点のオリジナルよりアーカイブ。2012年3月12日閲覧。
14. ↑  “アーカイブされたコピー”. 2012年3月13日時点のオリジナルよりアーカイブ。2012年3月12日閲覧。
15. 1 2 3 4  “Soldier Held in Afghan Massacre Had Brain Injury, Marital Problems”. ABC News. (2012年3月12日) 2012年3月14日閲覧。
16. ↑  "Robert Bales: 2002 assault case involved casino guard" www.latimes.com Retrieved March 22, 2012.
17. ↑  Baker, Mike and Manuel Valdes. "Soldier Accused of 2nd Assault" www.abcnews.com  Retrieved March 22, 2012.
18. ↑  “Soldier accused in Afghan killings on his way to Kansas base”. CNN Wire Staff 2012年3月16日閲覧。
19. 1 2 3 4  “'Barefoot Bandit' lawyer to defend soldier in Afghan murders”. USA Today. (2012年3月15日) 2012年3月16日閲覧。
20. 1 2  “Afghan Massacre Suspect: 'I Did It'”. ABC News. (2012年3月13日) 2012年3月14日閲覧。
21. 1 2 3 4 5 6 7 8  “Accused G.I. ‘Snapped’ Under Strain, Official Says”. The New York Times. (2012年3月15日) 2012年3月16日閲覧。
22. 1 2  “Taliban fire on Afghan president's brothers at shooting memorial service”. The Christian Science Monitor. Associated Press. (2012年3月13日) 2012年3月13日閲覧。
23. ↑  “Lewis-McChord soldier accused in killings of Afghan civilians”.  KATU. 2012年3月11日閲覧。
24. 1 2  “Sgt Robert Bales: The story of the soldier accused of murdering 16 Afghan villagers”. The Telegraph. (2012年3月17日) 2012年3月19日閲覧。
25. ↑  “U.S. now counts 17 dead in Afghan massacre”. USA Today. Associated Press. (2012年3月22日) 2012年3月22日閲覧。
26. ↑  “U.S. servicemember opens fire on Afghans; at least 15 dead”. USA Today. AP. (2012年3月11日) 2012年3月11日閲覧。
27. 1 2 3 4  “Army Identifies Afghanistan Shooting Suspect”. United States Department of Defense. (2012年3月17日).  オリジナルの2012年4月14日時点におけるアーカイブ。 2012年3月18日閲覧。
28. ↑  US Believes Accused Soldier Split Killing Spree - AP
29. ↑  “Afghan Delegation Comes Under Fire at Site of Massacre”. ABC news. (2012年3月13日) 2012年3月13日閲覧。
30. ↑  “U.S. Soldier Accused of Killing 16 Afghans, Including Women and Children”.  ABC News (2012年3月11日). 2012年3月11日閲覧。
31. ↑  Robert Bales to be charged with 17 counts of murder www.guardian.co.uk Retrieved March 22, 2012
32. ↑  “Army Sgt. Robert Bales' lawyer questions evidence in Afghanistan killings”. msnbc.com. (2012年3月20日) 2012年3月22日閲覧。
33. 1 2  “Afghanistan massacre suspect named as Sgt Robert Bales”. BBC. (2012年3月17日) 2012年3月17日閲覧。
34. ↑  “US army names Afghan killings suspect”. Al Jazeera. (2012年3月17日) 2012年3月17日閲覧。
35. ↑  Willis, Amy (2012年3月16日). “US soldier accused of Afghan massacre did not want to return to frontline”. The Telegraph 2012年3月16日閲覧。
36. 1 2 3  “Accused soldier in Afghanistan shooting could face death penalty, plead insanity”. Fox News Channel. (2012年3月13日) 2012年3月15日閲覧。
37. ↑  “After Afghan massacre, how deep are the wounds?”. USA Today. (2012年3月12日) 2012年3月13日閲覧。
38. ↑  "Army Identifies Afghanistan Shooting Suspect Archived 2012年4月14日, at the Wayback Machine." www.defense.gov  Retrieved March 22, 2012.